# Перло (П'ємонт)
Пе́рло (італ. Perlo, п'єм. Perlo) — муніципалітет в Італії, у регіоні П'ємонт, провінція Кунео.
Перло розташоване на відстані близько 450 км на північний захід від Рима, 90 км на південь від Турина, 45 км на схід від Кунео.
Населення — 119 осіб (2014).
Щорічний фестиваль відбувається 29 вересня. Покровитель — Архангел Михаїл (San Michele Arcangelo).

## Демографія
Населення за роками:

Станом на 1 січня 2023 року в муніципалітеті офіційно проживав 1 іноземець (громадянин Румунії).

## Сусідні муніципалітети
- Баньяско
- Чева
- Массіміно
- Муріальдо
- Нучетто
- Прієро